# AX Девы
AX Девы (лат. AX Virginis) — тройная звезда в созвездии Девы на расстоянии приблизительно 1537 световых лет (около 471 парсек) от Солнца. Возраст звезды определён как около 11 млн лет.
Пара первого и второго компонентов — двойная затменная переменная звезда типа Беты Лиры (EB). Визуальная звёздная величина звезды — от +10,81m до +10m. Орбитальный период — около 0,7025 суток (16,861 часа).
Открыта Куно Хофмейстером в 1935 году*.

## Характеристики
Первый компонент — белая звезда спектрального класса A0p, или A2p, или A2. Масса — около 1,798 солнечной, радиус — около 2,206 солнечного. Эффективная температура — около 8474 K.
Второй компонент — белая звезда спектрального класса A.
Третий компонент — коричневый карлик. Масса — около 56,53 юпитерианской. Удалён в среднем на 1,819 а.е..